# Abstract expressionisme
Het abstract expressionisme was een Amerikaanse moderne schilderstroming binnen de abstracte kunst van de 20e eeuw. De stroming domineerde de kunstwereld in de jaren 1946 tot 1960. Het was de eerste grote kunststroming na de Tweede Wereldoorlog en de eerste die de Verenigde Staten, en dan specifiek New York, als bakermat had.
De CoBrA-kunst en de Informele schilderkunst zijn verwant aan het abstract expressionisme.

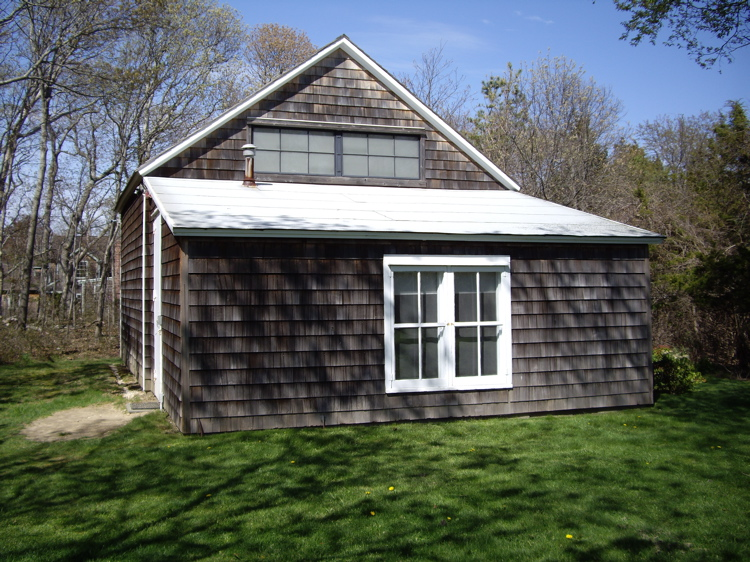
Pollocks atelier in Springs, NY.

## Ontstaan van het abstract expressionisme

### De New York School
De term 'New York School' (ook:  First Generation American painting) is een synoniem van 'abstract expressionisme', maar refereert specifieker aan de schilders, onder wie Jackson Pollock en Willem de Kooning, in New York in de jaren 1940, die het abstract expressionisme hebben 'uitgevonden'. Er was geen sprake van een groep met een gemeenschappelijke visie op schilderkunst. Zo vallen een expressionist als De Kooning en een volledig abstract werkende kunstenaar als Mark Rothko onder deze zelfde noemer. Ook Nell Blaine hoorde bij deze kunstenaars, waar van een deel zich had verenigd in de American Abstracts Group.
Voor de Tweede Wereldoorlog had Amerikaanse kunst een provinciaal karakter gekregen, onder meer door de focus die het Federal Art Project, het werkgelegenheidsproject van de Amerikaanse overheid voor kunstenaars tijdens de Grote Depressie, had gericht op het eigen land en de eigen geschiedenis. De kunstcriticus Barbara Rose merkte wel op, dat het Project geen onderscheid maakte tussen abstracte en figuratieve kunst, en daardoor bij heeft gedragen aan het acceptabel maken van abstracte kunst. Daarnaast leerden diverse latere kunstenaars van de New York School elkaar hier kennen. Ook stimuleerde het Project, door het verschaffen van betaald werk, dat parttime-schilders zoals Willem de Kooning zich gingen zien als professionals, en verstevigde het de invloed van het muralisme op de betrokken kunstenaars.
Ook de Art Students League of New York en de opening in 1942 van de Art of This Century Gallery in New York, waardoor de nog onbekende kunstenaars een plek kregen om te exposeren, hebben bijgedragen in de ontwikkeling van het abstract expressionisme.
De invasie van surrealisten in New York, uitgeweken voor de oorlog (onder anderen André Breton, Max Ernst, André Masson en Roberto Matta) zorgde voor een vitalisering van de New Yorkse avant-garde.
Het abstract expressionisme ontstond in de receptie door een aantal Amerikaanse kunstenaars van Europese kunstenaars en kunststromingen. De belangrijkste waren het expressionisme en het surrealisme zoals omschreven door André Breton, en de abstractie van bijvoorbeeld de Stijl en Wassily Kandinsky. De grote verschillen tussen Europese en Amerikaanse kunst werden duidelijk in een aantal kenmerken, met name het formaat en de compositie. De Amerikanen verwierpen de Europese landschappelijke wijze van compositie, en benaderden het doek bijvoorbeeld (gechargeerd gesteld) als een uithangbord waarop centraal een groot embleem geplaatst kon worden(Rothko), of als een "arena in which to act". Abstract expressionistische kunst nodigt de kunstenaar en de kijker uit tot ontmoeting en maakt hem/haar een deel van de kunst. Jackson Pollock zei in dit verband in 1950: Abstract painting confronts you.
In het abstract expressionisme speelden het kubisme en het surrealisme, twee ogenschijnlijk onverenigbare stromingen, de belangrijkste rol als Europese invloed, zoals de kubistische ideeën over ruimte. De surrealistische ideeën over ongeleid handelen en procesmatig boven eindresultaat-gericht werken werden in Amerika door het abstract expressionisme met nieuwe ogen bekeken en uitgewerkt.

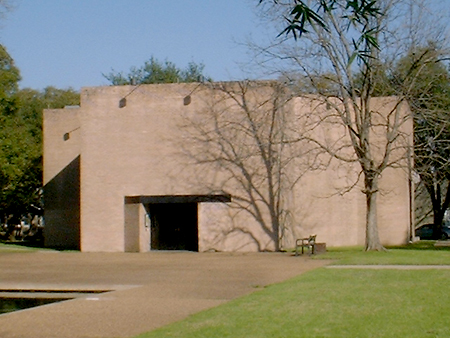
De buitenzijde van de Rothko-chapel in Houston, Texas

Naast deze beïnvloeding, heerste er in Amerika ook aversie tegen de Europese vooroorlogse avantgardistische stromingen. Clyfford Still sprak over de "steriele conclusies van Europese decadentie", waarvan hij zich moest bevrijden.

### Actie- en kleurveldschildering
Het abstract expressionisme valt grofweg in twee hoofdrichtingen te verdelen. Door een aantal kunstenaars werd gestreefd naar een directe, soms rauwe expressie door het zich richten op de handeling van het schilderen zelf. Deze schilderwijze kan berusten op surrealistische principes. Jackson Pollock en Willem de Kooning zijn, beiden op hun eigen wijze, exponenten van deze meer lineaire variant.
De tweede stijl is zuiver abstract, en sterk gericht op de werking van kleur. Mark Rothko en Barnett Newman zijn kunstenaars die tot deze richting worden gerekend.

## Politieke betekenis van het abstract expressionisme
De overheid van de Verenigde Staten promootte tijdens de Koude Oorlog actief deze stroming als een product van expressievrijheid en democratie in de USA en West-Europa. Om Europa te winnen voor deze kunststroming voerde de CIA promotiecampagnes en sponsorde zij buitenlandse tentoonstellingen van deze groep. Het a-politieke karakter van de schilderijen maakte deze kunst tot een nuttig instrument als symbool van de vrije wereld.

## Kunsthistorische evaluatie van het abstract expressionisme
Het abstract expressionisme heeft gezorgd voor nieuwe mogelijkheden voor de kunstenaar. Het heeft hem toegestaan zich volledig te richten op de beeldende problemen van het schilderen, zonder zich daarbij te hoeven bekommeren om figuratieve elementen.
De werken van de abstract-expressionisten zijn meer overblijfselen van een picturale handeling dan een voltooid werk in de traditionele zin van het woord. Daarnaast was de wijze waarop een werk tot stand wordt gebracht een radicale breuk met de traditionele schilderkunst. Vooral bij Action Painting bestond die vernieuwing uit de wijze waarop de verf op het canvas werd aangebracht, of liever gezegd belandde. Het meest tot de verbeelding spreekt het 'gooi- en smijtwerk' - soms met potten tegelijk - van Karel Appel waarover hij zelf placht op te merken: "ik rotzooi maar een beetje aan". Iets subtieler ging Pollock te werk met zijn drip-techniek. Hij legde zijn doeken op de grond - door eromheen te lopen was hij fysiek meer in contact met het doek - en druppelde, goot of slingerde verf erop. Dat laatste leverde zijn karakteristieke slierten op. Latere (Amerikaanse) kunstenaars voegden hier nog een dimensie aan toe, door vervolgens het doek met de natte verf verticaal te plaatsen, waardoor een druip-effect ontstond. 
Niettemin wendde de schilders uit deze periode(n) nog de klassieke materialen aan, zoals olieverf op canvas, en lieten het doek intact. Dit werd pas doorbroken met de conceptuele kunst zoals de ruimtelijke concepten van Lucio Fontana en het bouwen van ruimtelijke installaties en met de introductie van performances.

## Lijsten

### Kunstenaars van de First New York School
Tot de belangrijkste vertegenwoordigers van de eerste groep abstract expressionisten worden algemeen gerekend:
- Willem de Kooning
- Barnett Newman
- Jackson Pollock
- Mark Rothko
- Clyfford Still
- Arshile Gorky
- Adolph Gottlieb
- Philip Guston
- Franz Kline

### Andere abstract expressionisten
- William Baziotes
- Jan Burssens
- Helen Frankenthaler
- Hans Hofmann
- Lee Krasner
- Robert Motherwell
- Kor Onclin
- Pearl Perlmuter
- Richard Pousette-Dart
- Ad Reinhardt
- Mark Tobey
- Bradley Walker Tomlin
- Cy Twombly
- Jack Tworkov
- Pierre Vlerick
- Francis Bacon
- Pablo Palazuelo
- Karel Appel
- Frieda Hunziker
- Dora Tuynman

### Bij de ontwikkeling betrokken kunstcritici
- Clement Greenberg
- Harold Rosenberg

## Tentoonstellingen
In het najaar van 2016 vond een spraakmakende overzichtstentoonstelling plaats in de Royal Academy, Londen, met werk van de belangrijkste abstract expressionisten zoals Jackson Pollock, Willem de Kooning, Mark Rothko, Clyfford Still, Barnett Newman en Arshile Gorky.